# Dawo’er Minzu (sockenhuvudort i Kina, Inner Mongolia Autonomous Region, lat 48,01, long 123,00)
Dawo'er Minzu (kinesiska: 达斡尔民族, 达斡尔民族乡) är en sockenhuvudort i Kina. Den ligger i den autonoma regionen Inre Mongoliet, i den norra delen av landet, omkring 1 200 kilometer nordost om regionhuvudstaden Hohhot. Antalet invånare är 8 579. Befolkningen består av 4 092 kvinnor och 4 487 män. Barn under 15 år utgör 15,0 %, vuxna 15-64 år 78 %, och äldre över 65 år 6,0 %.
Runt Dawo'er Minzu är det ganska glesbefolkat, med 24 invånare per kvadratkilometer. Det finns inga andra samhällen i närheten. Trakten runt Dawo'er Minzu består till största delen av jordbruksmark.
Genomsnittlig årsnederbörd är 773 millimeter. Den regnigaste månaden är juli, med i genomsnitt 282 mm nederbörd, och den torraste är januari, med 7 mm nederbörd.